# HMS Warrior (1860)
La HMS Warrior è una nave corazzata costruita per la Royal Navy nel 1860.
Fu la prima nave corazzata britannica ma non la prima in assoluto, primato appartenente al vascello francese La Gloire. Di fatto fu però la prima unità da guerra a riassumere in sé tutte le caratteristiche di una nave da guerra moderna, come corazzatura e scafo in ferro, compartimenti stagni, propulsione ad elica e cannoni a retrocarica e a canna rigata. Di dimensioni doppie rispetto alla Gloire (che per altro era corazzata in ferro ma aveva lo scafo in legno), iniziò la corsa agli armamenti che sarebbe proseguita di fatto fino al trattato navale di Washington del 1930. Questa corsa la rese rapidamente obsoleta, tanto che sopravvisse alla demolizione solo per una carenza delle necessità di rottami in ferro; restaurata, è ora una nave museo a Portsmouth.

## Galleria d'immagini

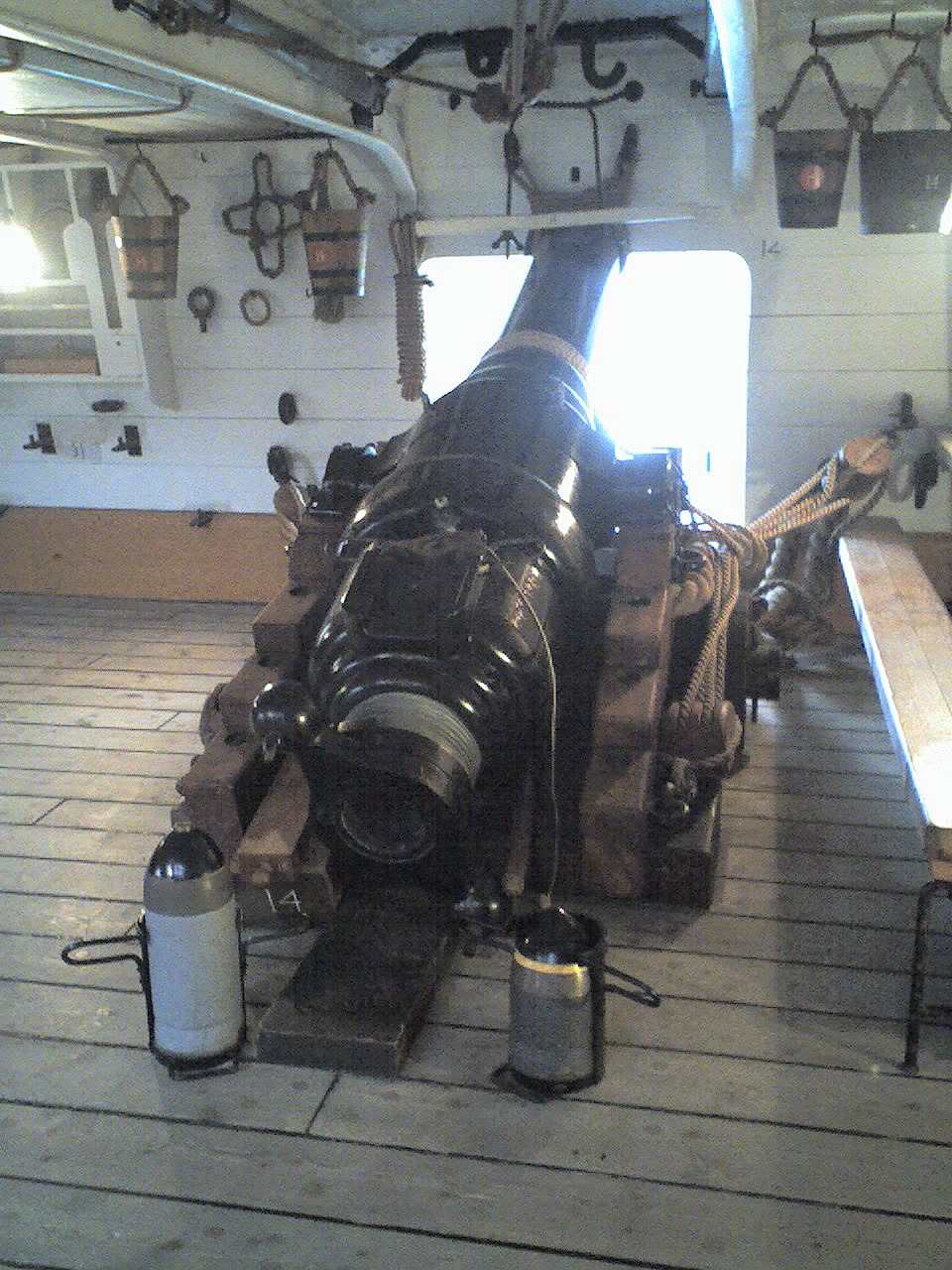
Riproduzione in vetroresina di uno dei cannoni rigati a retrocarica Armstrong da 110-pdr del Warrior
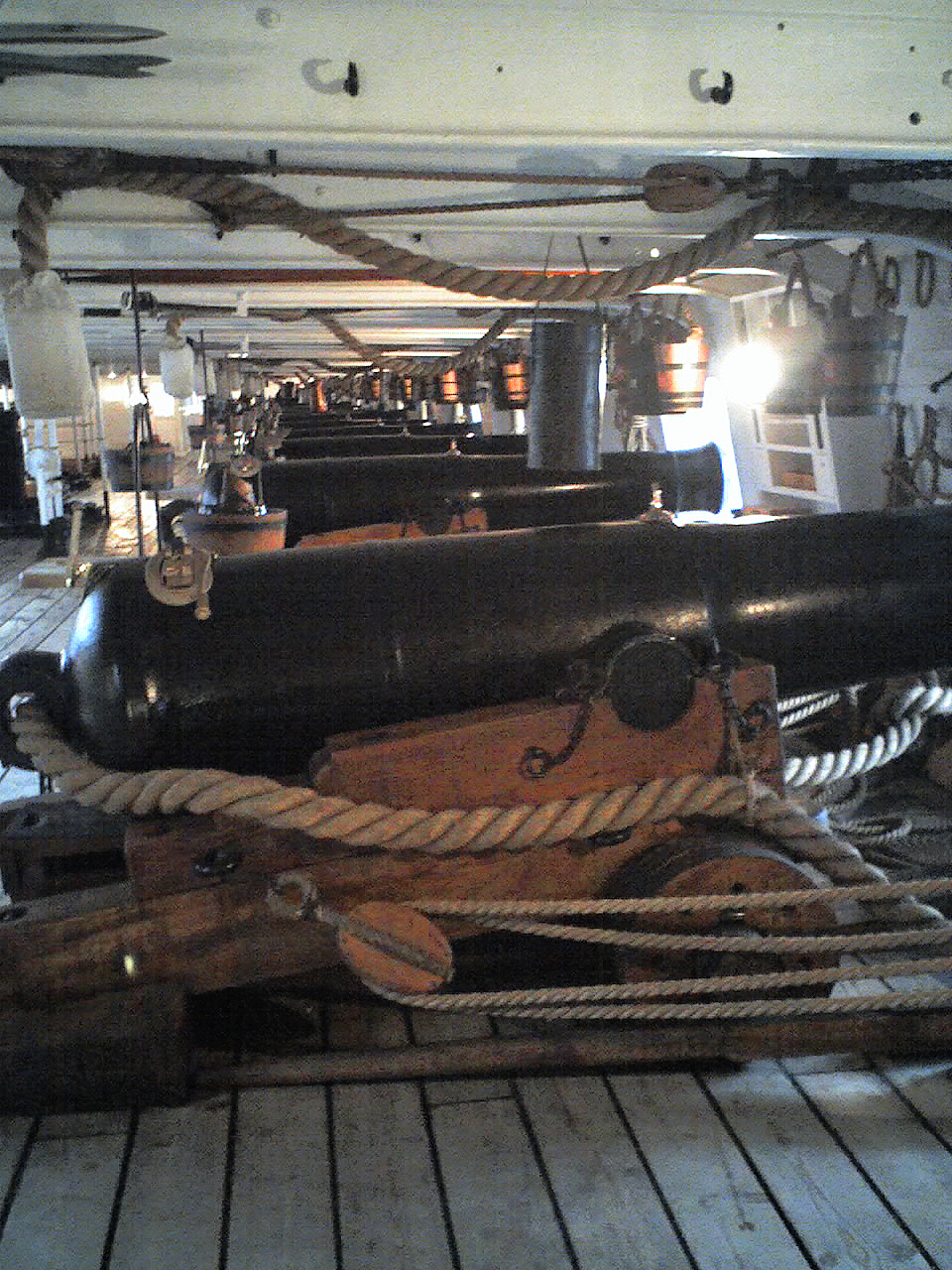
Ponte di batteria con i cannoni da 68-pdr
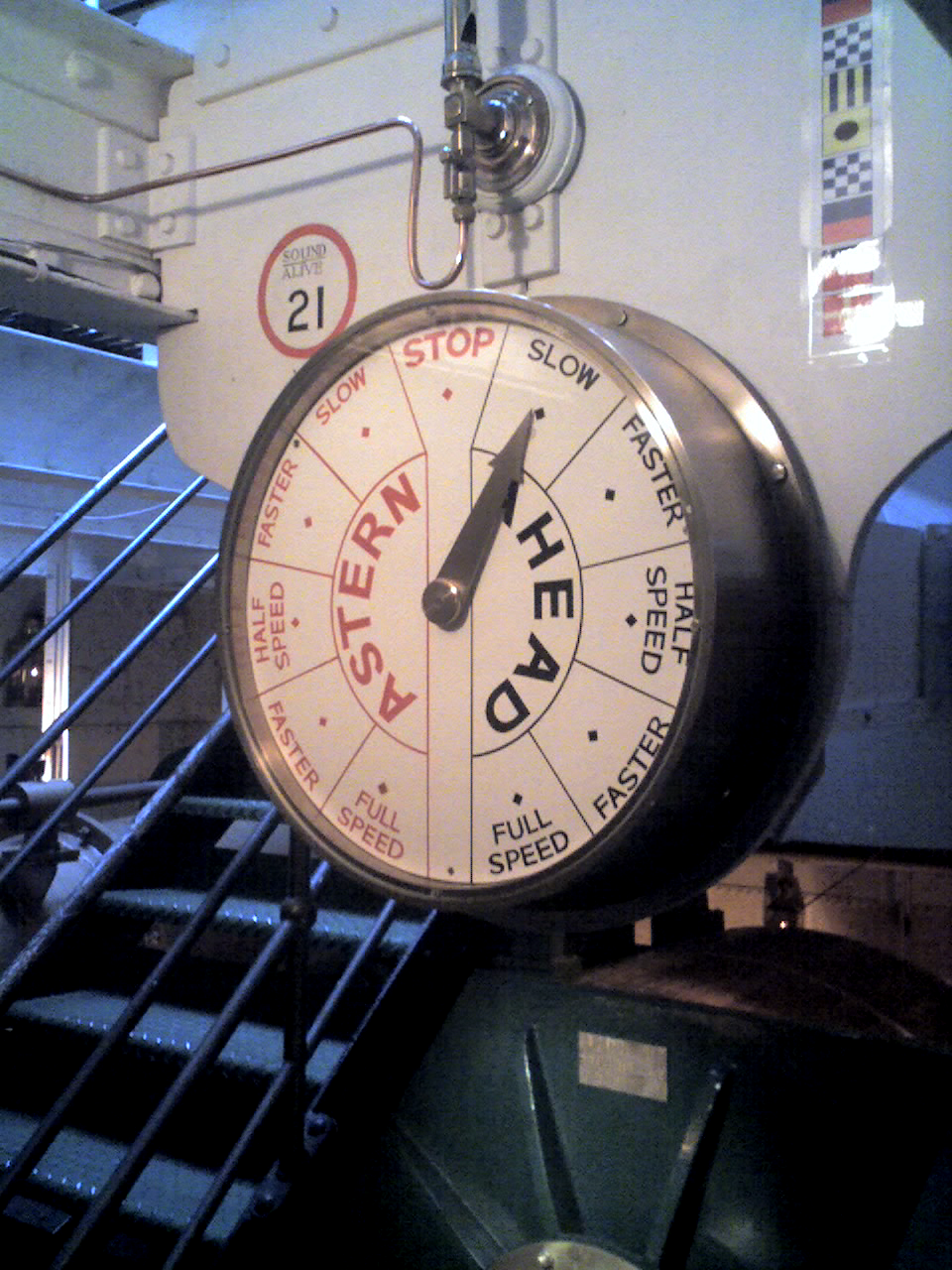
telegrafo di macchina nella sala motori del Warrior'
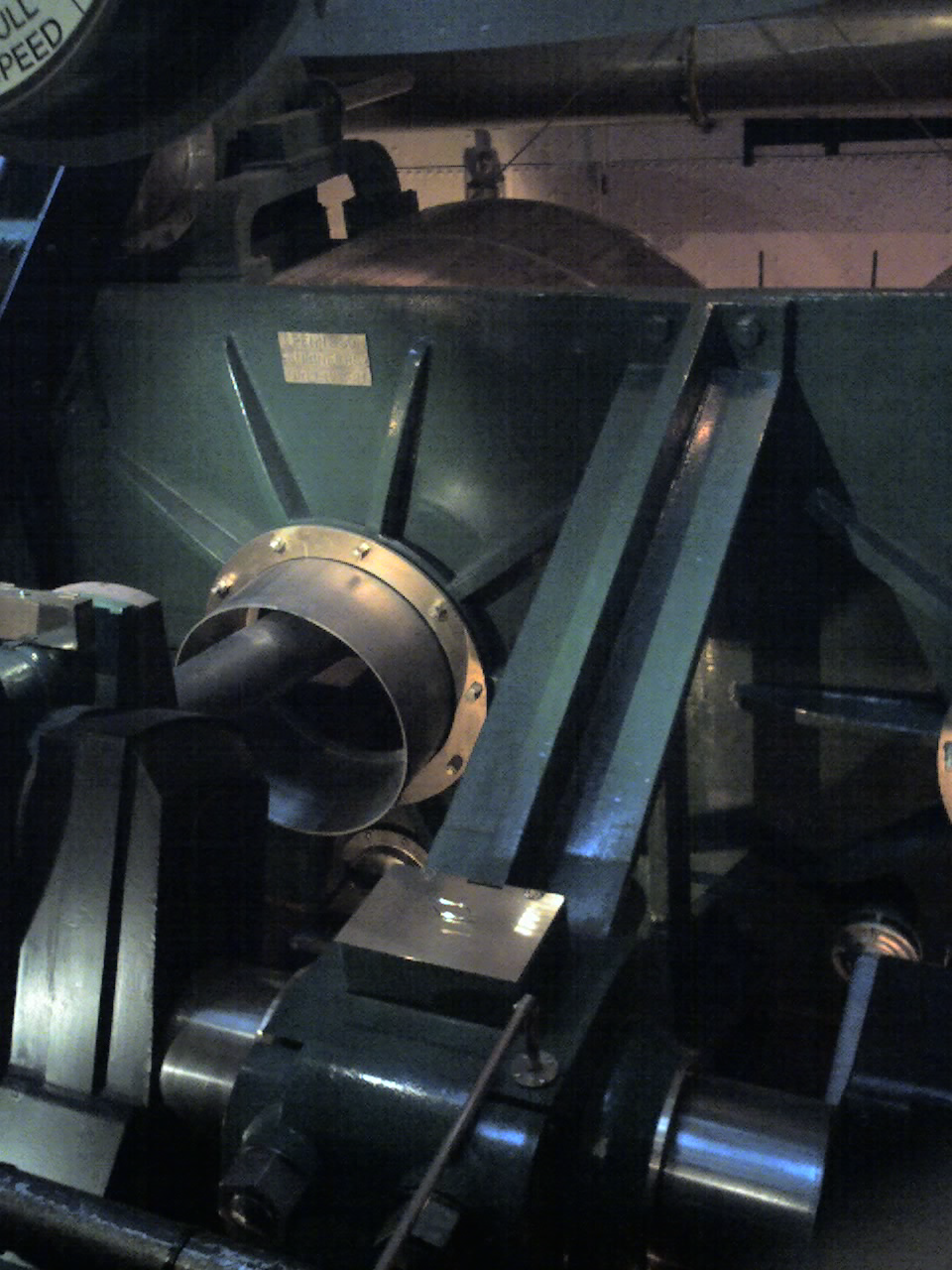
Riproduzione del motore
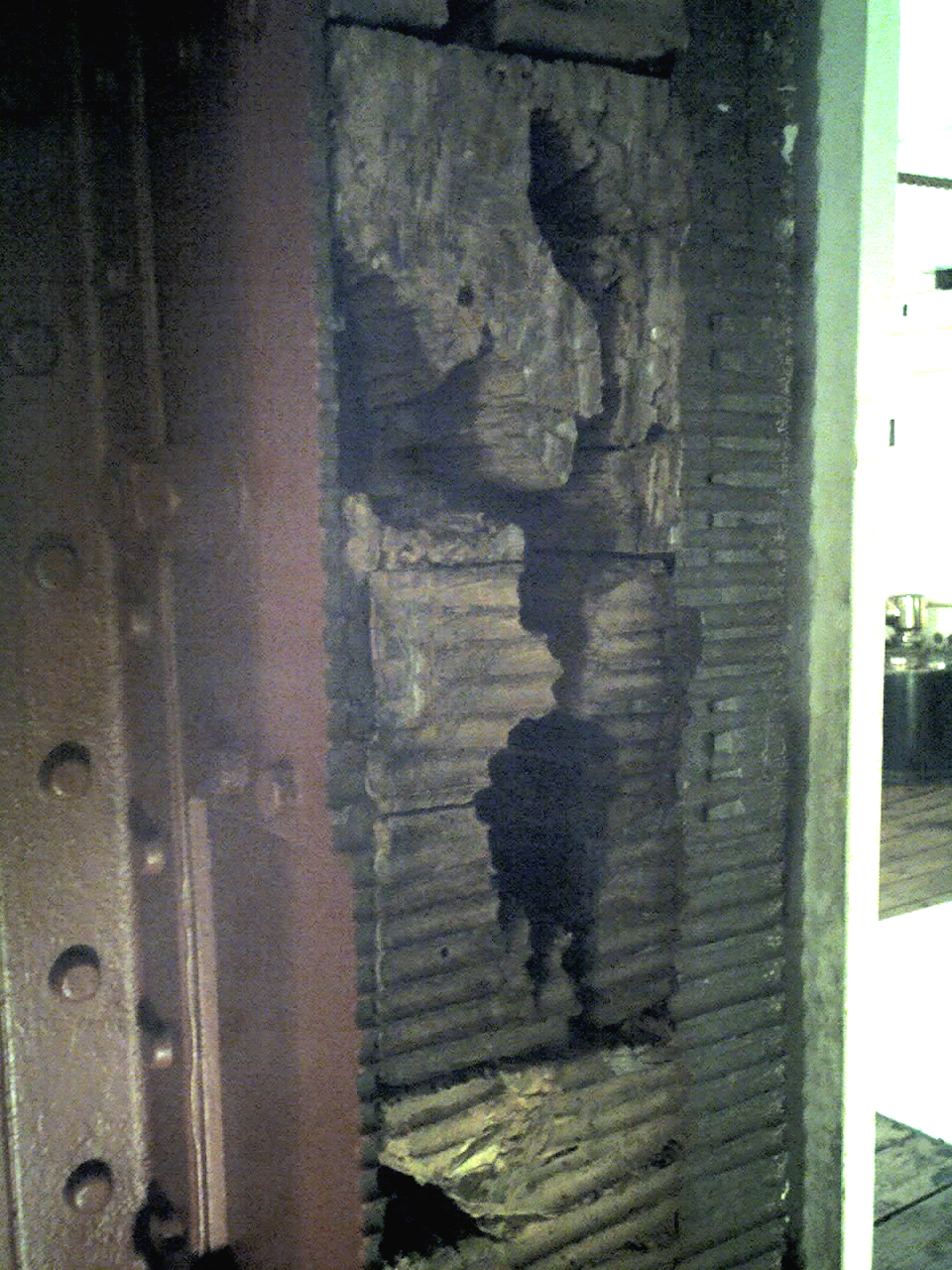
Sezione trasversale della corazzatura del Warrior'